# Katie Ledecky
Kathleen Genevieve Ledecky (Washington DC, 17 de març de 1997) és una nedadora estatunidenca de distància, medallista d'or olímpica i plusmarquista mundial. És la posseïdora del rècord mundial actual en l'estil lliure de 400, 800 i 1.500 metres (curs llarg). També té el rècord mundial actual en l'estil lliure de 500 i 1.650 iardes.
En el seu debut internacional als Jocs Olímpics de 2012, amb 15 anys, Ledecky va guanyar la medalla d'or en l'estil lliure de 800 metres amb què va ser el segon millor temps de tots els temps. La seva actuació va ser inesperada, i locutors i aficionats estaven encantats de veure aquesta nova nadadora estrella. Després, en els Campionats del Món de Barcelona (2013) es revelà com la millor nedadora del món en estil lliure, en concret en les distàncies de 400 m, 800 m i 1.500 m en aquest estil, en les quals aconseguí medalla d'or. Posteriorment ha mantingut el lideratge en els Campionats del Món de Kazan de 2015, en els Jocs Olímpics de Rio de Janeiro del 2016 i en els Campionats del Món de Budapest del 2017.
En total, ha guanyat 34 medalles (28 ors, 5 plates i 1 bronze) en les grans competicions internacionals, que inclouen Jocs Olímpics, Campionats d'al Món i Campionat PanPacific. Durant la seva carrera ha batut catorze rècords mundials.
L'èxit de Ledecky li ha fet guanyat diversos premis, entre els quals el "Swimming World's World Swimmer of the Year", el "American Swimmer of the Year Awards 2013", i el "FINA Swimmer of the Year Award 2013".